# Történeti kronológia
Történeti kronológia – az emberiség vagy egy kisebb közösség (világrész, ország, nemzet, város) történeti fejlődésének és változásainak szoros időrendbe szedett, adatszerű összegezése, mely lehetőleg a belső összefüggéseket is érinti.
Számos önálló történeti kronológia készült Magyarországon már a 19. századtól fogva, majd a 20. század második felében, például: Világtörténet évszámokban. I-III. kötet (Budapest, 1982); Magyarország történeti kronológiája a kezdetektől 1970-ig. Négy kötetben. (Budapest, 1981-82.)
Nemcsak önálló műfaj, hanem történelmi művek vagy életrajzok melléklete is, amikor időrendi sorrendben foglaljuk össze például egy-egy uralkodó életének fontosabb eseményeit. Ilyen időrendi táblázat, ún. "rejtett kronológia" például Mindszent története és népélete c. kötet időrendi táblázata, mely összefoglalja Mindszent történelmének legfontosabb eseményeit 1515-től a tanulmánykötet keletkezésének idejéig. Erdélyi példa a Sulyok István-Fritz László-féle Erdélyi magyar évkönyvben (Kolozsvár, 1930) az egy évtized (1919-1929) erdélyi magyar köztörténetét bemutató időrend.
A romániai magyar tudományos irodalom termékeként jelent meg az egyetemes és romániai fejlődést egyaránt felölelő Történeti kronológia két kötete Bodor András és Csetri Elek történészek szerkesztésében (1976). Munkatársaik voltak: Cselényi Béla, Mihail Dan, Imreh István, Magyari András, Vasile Şchiopu, Vasile Vesa.